# Tamazula de Gordiano
Tamazula de Gordiano es una población localizada en el estado de Jalisco en México. Su nombre deriva del vocablo náhuatl "Tlamazolan" cuyo significado es "lugar de sapos"; y es a partir de 1856 que la localidad lleva por nombre oficial Tamazula de Gordiano, en honor a la memoria del insurgente Gordiano Guzmán, originario de la agencia municipal de San Francisco.

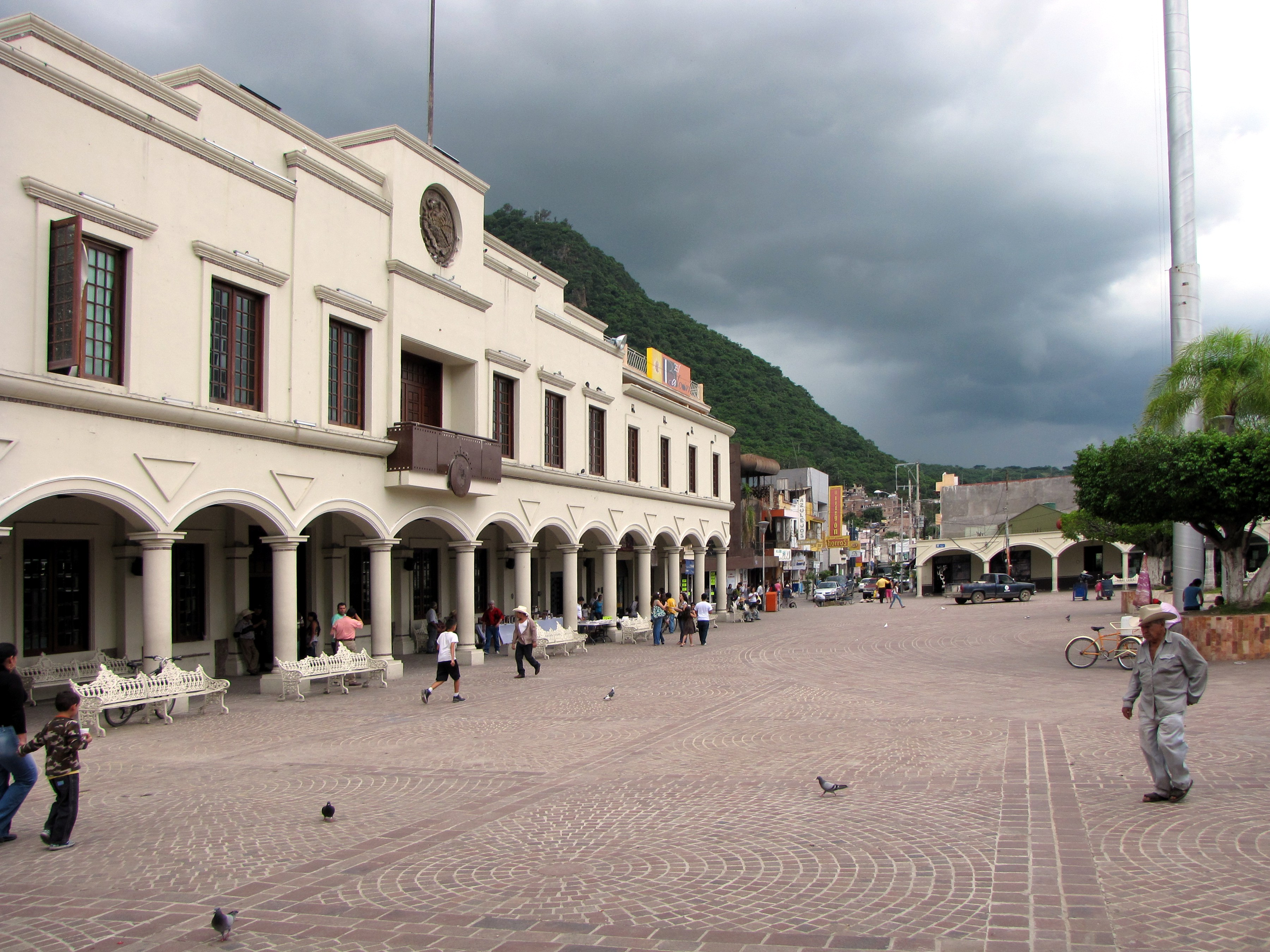
Palacio de gobierno

## Geografía

### Ubicación
Tamazula de Gordiano se ubica en el sureste del estado de Jalisco. El quiosco de la plaza principal se encuentra en las coordenadas geográficas: 19°40′30″N 103°15′14″O / 19.67500, -103.25389.

### Clima
Tamazula de Gordiano tiene un clima semicálido subhúmedo con lluvias en verano.
| Parámetros climáticos promedio de Tamazula, Jal. (1951-2010) | Parámetros climáticos promedio de Tamazula, Jal. (1951-2010) | Parámetros climáticos promedio de Tamazula, Jal. (1951-2010) | Parámetros climáticos promedio de Tamazula, Jal. (1951-2010) | Parámetros climáticos promedio de Tamazula, Jal. (1951-2010) | Parámetros climáticos promedio de Tamazula, Jal. (1951-2010) | Parámetros climáticos promedio de Tamazula, Jal. (1951-2010) | Parámetros climáticos promedio de Tamazula, Jal. (1951-2010) | Parámetros climáticos promedio de Tamazula, Jal. (1951-2010) | Parámetros climáticos promedio de Tamazula, Jal. (1951-2010) | Parámetros climáticos promedio de Tamazula, Jal. (1951-2010) | Parámetros climáticos promedio de Tamazula, Jal. (1951-2010) | Parámetros climáticos promedio de Tamazula, Jal. (1951-2010) | Parámetros climáticos promedio de Tamazula, Jal. (1951-2010) |
| Mes                                                          | Ene.                                                         | Feb.                                                         | Mar.                                                         | Abr.                                                         | May.                                                         | Jun.                                                         | Jul.                                                         | Ago.                                                         | Sep.                                                         | Oct.                                                         | Nov.                                                         | Dic.                                                         | Anual                                                        |
| ------------------------------------------------------------ | ------------------------------------------------------------ | ------------------------------------------------------------ | ------------------------------------------------------------ | ------------------------------------------------------------ | ------------------------------------------------------------ | ------------------------------------------------------------ | ------------------------------------------------------------ | ------------------------------------------------------------ | ------------------------------------------------------------ | ------------------------------------------------------------ | ------------------------------------------------------------ | ------------------------------------------------------------ | ------------------------------------------------------------ |
| Temp. máx. abs. (°C)                                         | 35.0                                                         | 35.0                                                         | 37.8                                                         | 39.3                                                         | 38.5                                                         | 39.2                                                         | 36.0                                                         | 34.0                                                         | 35.2                                                         | 35.8                                                         | 33.8                                                         | 33.0                                                         | 39.3                                                         |
| Temp. máx. media (°C)                                        | 27.7                                                         | 29.2                                                         | 31.0                                                         | 32.8                                                         | 33.3                                                         | 31.1                                                         | 29.1                                                         | 29.2                                                         | 29.0                                                         | 29.4                                                         | 29.1                                                         | 27.6                                                         | 29.9                                                         |
| Temp. media (°C)                                             | 18.1                                                         | 19.1                                                         | 20.7                                                         | 22.7                                                         | 24.3                                                         | 24.6                                                         | 23.3                                                         | 23.2                                                         | 23.1                                                         | 22.4                                                         | 20.6                                                         | 18.6                                                         | 21.7                                                         |
| Temp. mín. media (°C)                                        | 8.5                                                          | 9.1                                                          | 10.3                                                         | 12.5                                                         | 15.3                                                         | 18.0                                                         | 17.4                                                         | 17.1                                                         | 17.3                                                         | 15.4                                                         | 12.2                                                         | 9.6                                                          | 13.6                                                         |
| Temp. mín. abs. (°C)                                         | 1.0                                                          | 1.0                                                          | 1.0                                                          | 6.0                                                          | 6.0                                                          | 5.0                                                          | 8.7                                                          | 10.0                                                         | 8.0                                                          | 4.5                                                          | 3.5                                                          | 1.0                                                          | 1.0                                                          |
| Precipitación total (mm)                                     | 22.5                                                         | 9.9                                                          | 6.4                                                          | 4.3                                                          | 29.4                                                         | 199.3                                                        | 227.4                                                        | 228.0                                                        | 190.1                                                        | 99.3                                                         | 25.8                                                         | 11.4                                                         | 1053.8                                                       |
| Días de precipitaciones (≥ 1 mm)                             | 2.0                                                          | 1.3                                                          | 0.6                                                          | 0.7                                                          | 3.5                                                          | 17.0                                                         | 22.5                                                         | 21.8                                                         | 19.6                                                         | 10.1                                                         | 2.6                                                          | 1.7                                                          | 103.4                                                        |
| Fuente: Servicio Meteorológico Nacional                      |                                                              |                                                              |                                                              |                                                              |                                                              |                                                              |                                                              |                                                              |                                                              |                                                              |                                                              |                                                              |                                                              |

## Historia

### Época Precolombina
Los primeros habitantes de esta región del sur de Jalisco, según investigaciones, pertenecían a etnias otomíes y llegaron a la zona hace aproximadamente 6000 años. Estos primeros pobladores contaban con una tecnología muy primitiva y se dedicaban principalmente a la caza.
Más tarde, llegaron a Jalisco tribus nahuas, quienes se mezclaron con los otomíes y otras etnias locales y muy probablemente dieron origen a los tepehuanes y zapotecas, que también poblaron la zona en la que hoy se ubica Tamazula.
La compleja mezcla que dio origen a la raza que encontraron don Alfonso de Ávalos y los primeros españoles que llegaron al sur de Jalisco, estuvo integrada también por tarascos, toltecas, chichimecas, tecos e incluso aztecas quienes llegaron al estado alrededor del siglo XII.

### Conquista
Luego de la caída de Tenochtitlan, diversos grupos del interior del país fueron sometiéndose al poderío español. Sin embargo, en la mayoría de los casos no hubo enfrentamiento bélico, sino pactos o alianzas que cada población hacía con el fin de derrocar a los caciques o señores que los oprimían y a los que rendían tributo. Este fue el caso de los pobladores de Tamazula, quienes gobernados por Calizendo (o Calizentli), se aliaron con los caciques de Tuxpan y Zapotlán el Grande para unirse al contingente español y vencer al Rey Tzome de Colima.
A partir de ese convenio, llevado a cabo en 1521, la zona recibió el nombre de Provincias de Ávalos, en honor de Alfonso de Ávalos que venía al frente del contingente español con el que se hizo la alianza.
En agosto de 1524, Hernán Cortés envió al capitán Francisco Cortés de San Buenaventura, su sobrino, para que se desempeñara como alcalde Mayor de la Villa de Colima. El capitán Cortés, acompañado de los franciscanos fray Juan de Padilla, fray Martín de Jesús y el bachiller Villadiego, llegó a Tamazula en octubre del mismo año e inmediatamente ordenó se hiciera un recuento de los indios y se iniciaran las labores de evangelización. El censo realizado por los españoles arrojó la cifra de 12 mil indios.

### Época colonial
En 1532, fray Juan de Padilla fundó el Convento de la Asunción en Zapotlán y a partir de ese momento se dio inicio formal a la evangelización en la zona Sur de Jalisco.
En Tamazula, uno de los primeros signos de la evangelización fue el matrimonio, en 1535, del cacique Calizendo con una india llamada Matiana de Jesús. La unión se había postergado debido a que era necesario que el gobernante eligiera sólo a una de sus varias mujeres.
En 1561 llegó a esta población Fray Juan de Santa María, quien fundó el primer convento y el hospital dedicado a Ntra. Señora de la Limpia Concepción, donde se atendía a indios enfermos y se daba hospedaje a los viajeros.
Cinco años después, en 1566, llegaron a Tamazula los primeros españoles con intenciones de asentarse en el lugar y en 1570 llegó una segunda oleada de migrantes, atraídos estos últimos por los recientes hallazgos de minas de plata.
Antes de la llegada de los españoles no existía un pueblo como tal, sino que había grupos de chozas esparcidos a lo largo del río o bien, en los cerros. Los franciscanos se dieron a la tarea de formar barrios. Esta nueva organización urbana, trajo consigo también una nueva forma de gobierno, de modo que el antiguo cacique fue sustituido por los encomenderos, españoles que contaban con el favor del Rey y que tenían a su cargo tanto territorios como indios. Esta forma de gobierno se mantuvo vigente en Tamazula hasta 1568. A la par de los encomenderos, se procuró que los pobladores originales de estas tierras continuaran teniendo gobiernos propios, para lo cual se nombraron alguaciles indígenas, cuyas principales responsabilidades eran velar por el amparo y buen comportamiento de los indios.

### Época Contemporánea
Tamazula cuenta con Ayuntamiento Constitucional desde el año de 1820, un año anterior a la consumación de la independencia nacional.
Años posteriores, dentro del proceso de reorganización político-administrativo, el 8 de abril de 1844, el Congreso de Jalisco, mediante Decreto n.º 5 ordenó la instalación formal del Ayuntamiento de Tamazula, el cual debía, en ese entonces, quedar integrado por dos Alcaldes, cuatro Regidores y un Sindico; siendo el Cabildo el máximo órgano del Gobierno Civil, elegido mediante el sufragio popular.
En los años posteriores a la Revolución, Aarón Sáenz, perteneciente al Estado Mayor del Gral. Álvaro Obregón, obtuvo el apoyo de otros personajes pudientes de la región, como Salvador Mendoza, de Zapotlán, y encabezó la construcción del ingenio azucarero que hasta la fecha es, con mucho, la mayor fuente de empleo de Tamazula.
En la actualidad, se encuentra gobernado por el Partido Movimiento Ciudadano (PMC)

## Demografía

### Población
De acuerdo con el Censo de Población y Vivienda realizado en 2020 por el Instituto Nacional de Estadística y Geografía (INEGI), en Tamazula de Gordiano hay un total de 19 113 habitantes, siendo 9 852 mujeres y 9 261 hombres.

### Viviendas
En el censo de 2020, en Tamazula de Gordiano había un total de 7 280 viviendas particulares, de éstas, 5 786 estaban habitadas, 1 494 estaban inhabitadas, 5 762 disponían de energía eléctrica, 5 762 disponín de excusado/sanitario, y 5 762 disponían de drenaje.

### Evolución demográfica
| Gráfica de evolución de Tamazula de Gordiano entre 1900 y 2020 |
|                                                                |
| Fuente: Instituto Nacional de Estadística y Geografía          |

## Lugares de interés
La ciudad cuenta con varios sitios de interés como lo son:
* El parque eco-turístico Cerro de la mesa.
Dominando el valle y la ciudad de Tamazula, está este lugar para encontrarse con la naturaleza y disfrutar de una maravillosa vista…
El Cerro de la Mesa, vigilante milenario de la ciudad, es una zona de reserva ecológica donde se encuentran miradores como “El Tamazula”, “los Volcanes” y “Las Peñitas”, desde donde se puede apreciar el valle desde la parte más alta del cerro, además de una vista panorámica de la ciudad; para quien guste de la aventura hay actividades como tirolesa, rapel y escalada; ofrece terrazas y juegos infantiles para la convivencia familiar y andadores con todos los servicios, para caminar y después pasar un buen rato en un ambiente sano y relajado.

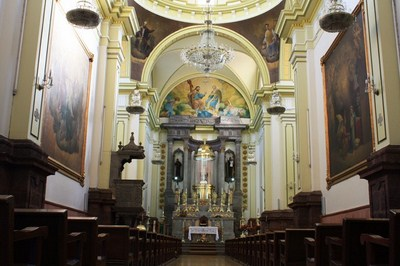
Nave principal del Santuario de Nuestra Señora del Sagrario

* Santuario diocesano de nuestra señora del sagrario:
Su bella arquitectura y el arte sacro en su interior, lo convierten en el más significativo monumento histórico y artístico de la ciudad. Este destacado proyecto se comenzó a erigir el 1° de enero de 1899, y no fue terminado sino hasta 1939, para ser consagrado tan sólo dos años después, por el Cardenal Garibay Rivera; en el centenario de su edificación, fue conmemorado elevándolo a la dignidad de Santuario Diocesano de Nuestra Señora del Sagrario, siendo entonces obispo Don Serafín Vázquez Elizalde.
* Museo Hermanos Zaizar:
cuenta con una construcción con un estilo ecléctico-moderno.
Cuenta con cuatro salas para exposiciones de arte-sacro , arte prehispánico, una sala dedicada a los grandes intérpretes de música vernácula; los “Hermanos Zaizar” y una sala audiovisual. Espacio doble altura para exposiciones. Las cuales se podrán apreciar a través de su puente de cristal.
* Centro cultural Julio Barbosa Catañeda:
Un recinto cultural que cuenta con magníficas instalaciones para el desarrollo de exposiciones y todo tipo de eventos culturales, cívicos y artísticos.
Un excelente lugar para conjuntar el arte y la cultura en general dentro del municipio,  recinto que se ubica precisamente dentro de la cabecera municipal, y que es foro para la realización de diferentes exposiciones artísticas y culturales, además de los diferentes eventos cívico culturales que en ella se llevan a cabo a lo largo del año.

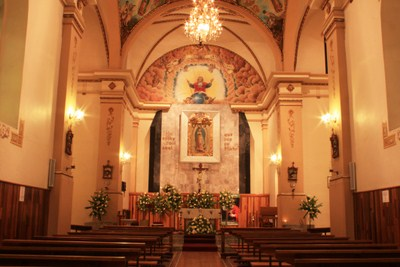
Santuario de la Virgen de Guadalupe

* Santuario de la Virgen de Guadalupe:
Bonita iglesia Colonial donde se conmemora a la Virgen de Guadalupe, un lugar muy utilizado para ceremonias como bodas y bautizos...
Otro templo de estilo arquitectónico Colonial, construido en una sola nave con un torreón central que hace las veces de campanario; a su lado, se encuentra una pequeña capilla para ceremonias de poca asistencia.
* Parque Eco-Turístico “Mundo Aventura”:
Llegó la hora de divertirse en grande y para eso, no hay que ir más lejos que tan solo a 15 minutos del municipio, donde se encuentra Mundo Aventura…
Su nombre lo dice todo; en este parque la aventura es lo primero; ahí se encuentra una de las tirolesas más grandes de México y un entorno ideal para la práctica del deporte extremo, ya que cuenta con todo lo necesario para llevarlo a cabo al mejor nivel, actividades y deportes como el rapel, gotcha, escalada o un simplemente dar un paseo en cuatrimoto. También cuenta con áreas verdes, áreas infantiles, terrazas, restaurante, baños y una cascada, lo que hace que sea un sitio completo para divertirse en familia. Carretera Federal Jiquilpan Manzanillo, km 69.
* Hacienda Santa Cruz:

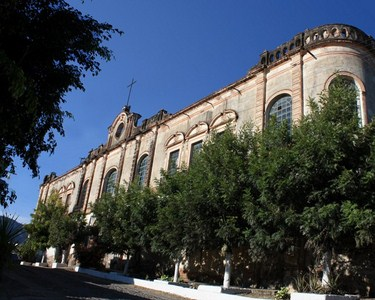
Fachada de la hacienda de Santa Cruz

Su historia está hermanada a la Hacienda El Cortijo y con ella, ha sido milenaria testigo del acontecer histórico del municipio…
Su historia tiene antecedentes muy antiguos, cuando uno de los primeros trapiches en el Estado, específicamente en la región cañera del Sur de Jalisco, fue instalado en la vecina Hacienda El Cortijo, con la que tiempo después, en 1830, se fusionó dando por resultado a la comunidad llamada Santa Cruz y El Cortijo.
Para el 22 de noviembre de 1939, el Congreso de Jalisco elevó a la categoría de Delegación Municipal a la localidad formada por las dos haciendas, reconociéndole el nombre oficial de Vista Hermosa, que se le había asignado en 1934 y que hoy es una delegación del Municipio de Tamazula de Gordiano y un sitio para conocer al esta por esa tierra. Ubicación: A 10 min de cabecera municipal.
* Hacienda de San José de Contla:
En 1900, esta Hacienda con la de San Lázaro comprendían 31,384 hectáreas, desmembradas por el reparto agrario, pero que no mermaron su belleza… Esta histórica hacienda que fuera el inicio del pueblo que lleva su nombre, tiene sus orígenes en la repartición de tierras que se hiciera a los españoles que sirvieron a la Corona en la Armada de Barlovento, siendo por muchos años sus propietarios la familia Alcaraz. La población como tal, aparece registrada desde el códice mendocino y su significado lingüístico es "Lugar de ollas", pero la hacienda, de una magnífica belleza y que dio origen a la población, se estableció en 1644, teniendo anexas a las haciendas de San Lázaro y de Santa Gertrudis. El molino, la chimenea, la casa del administrador y algunas partes menos conservadas pero igualmente interesantes, son motivos suficientes para visitar esta joya de la historia regional. Ubicación: A 15 minutos de Tamazula por la carretera a Mazamitla.
* Centro Histórico:
Una de las plazas más bonitas del Estado y punto de encuentro de los Tamazulenses…
Los árboles frondosos y bancas que la rodean, convierten a este lugar en un punto placentero. Cuenta además con bustos a reconocidas personalidades de nuestra historia. Su reciente remodelación refleja la cultura, historia y esencia de este municipio.

## Personas destacadas
Gabriel Zamora (1897-1933) fue un panadero y líder agrario mexicano que enfrentó a los terratenientes de Tierra Caliente, Michoacán. Es conocido por liderar las revueltas sociales y huelas obreras y campesinas relacionadas con el cardenismo que consolidaron la expropiación de tierras y posterior reparto de las mismas a los campesinos de Tierra Caliente.
José María Martínez Rodríguez: Líder Sindical de los obreros de la industria azucarera de México, fallecido en Houston Texas, y traído en el avión presidencial a la aeropista conocida como la de Tuxpán Jalisco, aunque pertenece al municipio de Zapotiltic Jalisco. Descansan sus restos en el mausoleo del parque que lleva en su nombre, al frente del ingreso de la colonia obrera de su primera etapa. "Chema", era el nombre que por cariño le llamaban los obreros azucareros; luchó por la mejora de los trabajadores azucareros, anticipándose a la ley federal del trabajo al poder contar con un derecho a la vivienda, al esparcimiento, al deporte, a la capacitación, a la salud. Ni duda cabe que fue un hombre vanguardista de trascendencia en la mejora de las condiciones del movimiento obrero organizado en el país. Por lo que respecta a hogares-vivienda, hoy podemos contar que son miles de casas con que puede disfrutar la familia azucarera.
David Záizar y Juan Záizar (1933- 1991). Nacieron en Tamazula, juntos formaron el dueto musical Los Cantores del Bosque en una pequeña estación de radio de Ciudad Valles, San Luis Potosí. En 1951 grabaron su primer LP a los que siguieron más de 60. y roberto MVZ
General Brigadier Reynaldo Reynaga Llamas (1946- ). Originario de San Francisco Municipio de Tamazula de Gordiano, es el militar de más alto rango después del General Insurgente Gordiano Guzmán hijo del Sr. Juan Reynaga Barajas y la Sra. Rosario Llamas Patiño nacido en el seno de una familia trabajadora a muy temprana edad ingresa al Heroico Colegio Militar. Regresó del mismo en el año de 1969 como subteniente de caballería en donde empezó su carrera militar perteneciendo a diferentes regimientos a lo largo del territorio nacional.
Dr. Roberto Mendiola Orta. Fue rector de la Universidad de Guadalajara y médico destacado en Jalisco. La preparatoria local lleva su nombre.
María Dolores Reyna Contreras (1906-2002). Profesora reconocida en todo el sur y partes del estado de Jalisco por su gran trayectoria y apoyo siempre a todas las escuelas. Una secundaria lleva su nombre La Escuela Secundaria Maria Dolores Reyna
Ignacio Reyna (1895-1969). Gran músico reconocido por sus polkas y grandes invenciones de canciones. Entre ellas la polka llamada Gotitas de Alcohol además fue reconocido por sus valses entre otros.
Ezequiel Reyna González (1930-2010). Destacado jugador de baloncesto. A la fecha se le sigue reconociendo como el que fue en su tiempo el mejor jugador de baloncesto y de los pocos que ha visto no solo en Tamazula si no que en muchas partes del estado de Jalisco.
Hoy en día el Polideportivo de Tamazula de Gordiano Jalisco lleva su nombre y el de su hermano Alejandro Reyna González, el cual también fue un gran promotor del baloncesto.
Alejandro Reyna González. En la alfombra de la historia nos encontramos con gran equipo de básquetbol(Reforma). El Club Deportivo Sec. 80. Surge en 1937. Por invitación de José María Martínez Rodríguez a Alejandro Reyna González, para que el equipo Reforma pasara a las filas del Club Azucarero. Aceptando la invitación Alejandro Reyna prepara la era más exitosa del deporte en Tamazula. Con la base del Equipo Reforma. El Club Sec.80 inicia Toda una época del Básquetbol que jamás ha sido igualada por equipo alguno en el país.11 Años invictos 24 títulos. Entre Regionales, Estatales, Zonales. Dominaron el estado y el occidente del país. Alejandro Reyna, Ezequiel Reyna, Federico Hernández, Jesús Quintero, José Pedraza y Gustavo Ramírez.
Mucio Moran. Líder ejidal
Jesús Frausto Músico y Maestro
Fernando Ríos Moran "El conejo". Maestro, destacado deportista de la región, futbolista por naturaleza, jugador del Club Sección 80, rápido y hábil con el balón.